# Ривалдо
Ривалдо Витор Борба Ферейра (на португалски: Rivaldo Vitor Borba Ferreira, произнася се Ривалду), познат само като Ривалдо е бивш бразилски футболист, играл като атакуващ полузащитник и нападател. Той става световен шампион с Бразилия през 2002 г. През 2004 г. Ривалдо е обявен от Пеле за един от най-добрите 125 живи футболисти. Той е един от най-емблематичните футболисти на ФК Барселона, носител на Златната топка на Европа и Футболист № 1 в света за 1999 г.

## Кариера
Ривалдо започва професионалната си кариера на 16 години с клуба Санта Круз. Той играе в бразилската Първа дивизия с Можи Мирим ЕК и по-късно с Коринтианс и Палмейраш. С последните той става шампион на щата Сао Пауло през 1994 г. През 1993 г. Ривалдо прави дебюта си за бразилския национален отбор и вкарва единствения гол за победа над Мексико в приятелски мач.
През 1996 г. Ривалдо продължава кариерата си в Европа. Той заиграва за Депортиво Ла Коруня. Следващата година той подписва с Барселона. Ривалдо печели няколко награди, включително втората си титла на Испания, а през 1999 г. – наградите „Футболист на годината на ФИФА“ и „Златната топка за най-добър футболист на Европа“. В Барса Ривалдо е един от най-добрите на терена, печели 2 титли и купата на страната. Вкарва общо 86 гола за „каталунците“.
През юни 2002 г. „Барселона“ освобождава Ривалдо от договора му и играчът преминава в Милан с намерението да прекара там следващите три години. Печели шампионската лига и купата на Италия през 2003 г. Само сезон след това Ривалдо се връща да изиграе няколко мача с бразилския Крузейро.
Следва договор с Олимпиакос за сезон 2004/2005, когато Ривалдо печели три пъти шампионата и купата на Гърция. През сезон 2006/2007 играе за друг гръцки отбор – АЕК Атина, а от 25 август 2008 г. е играч на узбекистанския Бунедкор. През 2009 г. бразилецът става голмайстор на узбекистанското първенство.
В началото на 2011 г. Ривалдо се завръща в Можи Мирим, но е даден под наем на Сао Пауло. Въпреки 39-те си години, легендарният халф все още е на ниво и е една от звездите на „трикольорите“. В края на сезона решава да не подписва договор със Сао Пауло.
През януари 2012 подписва с анголския Кабускорп.

## Национален отбор
През 1998 г. Ривалдо играе на световното първенство във Франция, достигайки финал, загубен от „петлите“. Четири години по-късно бразилецът става световен шампион на мондиала в Южна Корея и Япония. Има записани 74 мача и 34 гола като национал.